# Fortunata (film)
Fortunata è un film del 2017 diretto da Sergio Castellitto su una sceneggiatura di Margaret Mazzantini.

## Trama
Ad agosto alla periferia di Roma, Fortunata, è una donna sulla trentina che sta crescendo da sola la figlia Barbara di otto anni in un quartiere degradato di Roma. Reduce da matrimonio fallito con Franco, lotta quotidianamente per crescere la figlia da sola nel migliore dei modi, va di casa in casa a fare (in nero) messe in piega e shatush ad amiche e vicine, coltivando il sogno di aprire un suo negozio di parrucchiera e conquistare così un minimo di indipendenza economica e la propria felicità. Franco, il marito allontanato da casa, da cui Fortunata non è ancora separata legalmente, la tormenta senza lasciarle lo spazio per ricominciare ad avere una vita normale. Unico amico Chicano, un tossicodipendente con una madre straniera, Lotte, malata di Alzheimer. L'incontro con Patrizio, uno psicoterapeuta infantile cui è stato affidato dai servizi sociali il sostegno psicologico a Barbara, si presenterà a Fortunata come l'opportunità di cambiare la sua vita. Ma non tutti sanno sfruttare le buone occasioni.

## Distribuzione
Il film è stato presentato nella sezione Un Certain Regard al Festival di Cannes 2017 il 20 maggio 2017. Nella stessa data è stato distribuito nelle sale cinematografiche italiane.

## Riconoscimenti
- 2018 - David di Donatello
  - Migliore attrice protagonista a Jasmine Trinca
  - Candidatura per il Miglior attore non protagonista a Alessandro Borghi
  - Candidatura per il Miglior trucco ad Maurizio Fazzini
  - Candidatura per la Migliore acconciatura a Mauro Tamagnini
- 2017 - Festival di Cannes
  - Un Certain Regard - Migliore interpretazione a Jasmine Trinca[2]
- 2017 - Nastro d'argento
  - Migliore attrice protagonista a Jasmine Trinca
  - Miglior attore non protagonista a Alessandro Borghi
  - Migliore sonoro in presa diretta ad Alessandro Rolla
  - Candidatura per il Miglior film a Sergio Castellitto
  - Candidatura per la Migliore sceneggiatura a Margaret Mazzantini
  - Candidatura per il Miglior produttore a Nicola Giuliano, Francesca Cima, Carlotta Calori e Viola Prestieri
  - Candidatura per il Miglior attore non protagonista a Edoardo Pesce